# Otto Lackovič

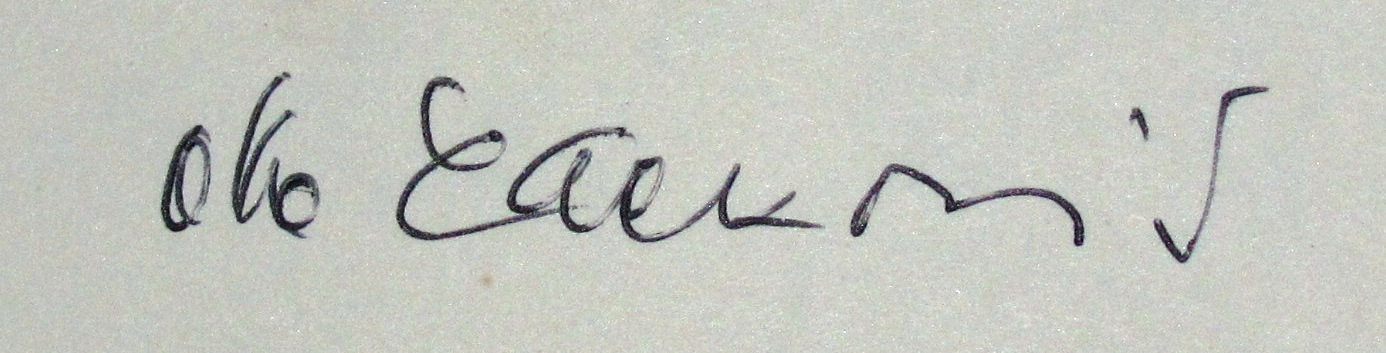
Podpis Otto Lackoviče (1984)

Otto Lackovič (5. dubna 1927 Hlohovec – 4. února 2008 Praha) byl slovenský herec působící od 50. let v Praze.
V mládí působil v divadlech v Nitře, Michalovcích, Prešově a Žilině. Od roku 1955 hrál v pražském Divadle satiry, přejmenovaném pak J. Werichem na Divadlo ABC, které přešlo v roce 1962 do svazku Městských divadel pražských a zde pak zůstal v angažmá až do roku 1991.
Objevil se v téměř 130 filmech, i když většinou jen v malých rolích. Obvykle ztvárňoval temperamentní a nebojácné postavy, často z okraje společnosti (zločince, blázny). Díky své snědší tváři býval též obsazován do rolí cikánů (např. v seriálu Chalupáři, ve filmu Můj přítel Fabián). Diváci jej znají také z prostředí dabingu, většinou v záporných rolích jako např. padouch Rollins ze ságy Vinnetou. Natáčel prakticky až do smrti, naposled se objevil v seriálu Nemocnice na kraji města – nové osudy (2008).
Jako herec vynikal svým smyslem pro humor, karikaturu a nadsázku.

## Role, výběr

### Divadelní role
- 1957 V+W: Balada z hadrů, Student, Francois Villon, Divadlo ABC, režie Ján Roháč
- 1962 Thornton Wilder: Paní Dolly, dohazovačka, Ambrož Kemper, Divadlo ABC, režie Ladislav Vymětal
- 1966 Alec Coppel: Hraběte jsem zabil já!, Mullet, Divadlo ABC, režie František Miška

### Filmové a televizní role (výběr)
- 1954 Stříbrný vítr
- 1955 Jan Žižka
- 1956 Proti všem
- 1959 105% alibi
- 1963 Ikarie XB 1 (ve verzi pro americkou distribuci uveden jako Otto Lack)
- 1963 Smrt si říká Engelchen
- 1967 Markéta Lazarová
- 1969 Zabil jsem Einsteina, pánové...
- 1971 Vražda v hotelu Excelsior
- 1974 Trofej neznámeho strelca
- 1974 Noc oranžových ohňů vězeň Jeřábek
- 1975 Chalupáři
- 1976 30 případů majora Zemana
- 1980 Nevera po slovensky
- 1982 Smrt talentovaného ševce (dle stejnojmenného románu Václava Erbena z roku 1978)
- 1983 Sestřičky
- 1984 Fešák Hubert
- 1985 Synové a dcery Jakuba skláře
- 1988 Rodáci
- 1992 Trhala fialky dynamitem
- 1993 Nesmrtelná teta
- 1994 Bylo nás pět
- 1996 Bumerang
- 2001 Četnické humoresky